# Tryferos
Tryferos is een geslacht van hooiwagens uit de familie Cranaidae.
De wetenschappelijke naam Tryferos is voor het eerst geldig gepubliceerd door Roewer in 1931. 

## Soorten
Tryferos is monotypisch en omvat slechts de volgende soort:
- Tryferos elegans